# 東松山町 (瀬戸市)
東松山町（ひがしまつやまちょう）は、愛知県瀬戸市水南連区の町名。丁番を持たない単独町名である。

## 地理
瀬戸市の西部に位置する。西を東横山町・北松山町、北を上松山町・上陣屋町、東を小金町、南を西追分町と隣接している。

### 河川
- 孫田川（瀬戸川支流） ： 町の中央部を南西に向かって流れ、町の西端の東横山町との町境を南流している。
- 松山川（孫田川支流） ： 町の北西端部を南流し、孫田川に注ぎ込んでいる。

- 孫田川（東松山町内）
- 孫田川と松山川の合流点[注釈 1]

### 学区
市立小・中学校に通う場合、学区は以下の通りとなる。また、公立高等学校普通科に通う場合の学区は以下の通りとなる。
| 番・番地等 | 小学校             | 中学校             | 高等学校 |
| ---------- | ------------------ | ------------------ | -------- |
| 全域       | 瀬戸市立水南小学校 | 瀬戸市立南山中学校 | 尾張学区 |

## 歴史

### 町名の由来
昔、この辺りに大きな松山があったため、町名設定の際にこの松山の東側を東松山町と名付けたといわれる。

### 沿革
- 1957年（昭和32年）7月1日 - 瀬戸市大字上水野字安戸[注釈 2]の一部により、同市東松山町として成立[2]。

## 世帯数と人口
2024年（令和6年）1月1日現在の世帯数と人口は以下の通りである。
| 町丁     | 世帯数  | 人口    |
| -------- | ------- | ------- |
| 東松山町 | 741世帯 | 1,760人 |

### 人口の変遷
国勢調査による人口の推移
| 1995年（平成7年）  | 1,444人 | [ 13 ] |  |
| 2000年（平成12年） | 1,601人 | [ 14 ] |  |
| 2005年（平成17年） | 1,692人 | [ 15 ] |  |
| 2010年（平成22年） | 1,793人 | [ 16 ] |  |
| 2015年（平成27年） | 1,782人 | [ 17 ] |  |
| 2020年（令和2年）  | 1,726人 | [ 18 ] |  |

### 世帯数の変遷
国勢調査による世帯数の推移。
| 1995年（平成7年）  | 453世帯 | [ 13 ] |  |
| 2000年（平成12年） | 510世帯 | [ 14 ] |  |
| 2005年（平成17年） | 556世帯 | [ 15 ] |  |
| 2010年（平成22年） | 612世帯 | [ 16 ] |  |
| 2015年（平成27年） | 628世帯 | [ 17 ] |  |
| 2020年（令和2年）  | 668世帯 | [ 18 ] |  |

## 交通

### 鉄道
町内に鉄道は走っていない。最寄り駅は、名鉄瀬戸線瀬戸市役所前駅・新瀬戸駅、愛知環状鉄道・愛知環状鉄道線瀬戸市駅になる。

### バス
名鉄バス「水野循環線」
- 【20】【21】【22】【23】系統 陶生病院 - 瀬戸市民公園 - 中水野駅 - 水野団地 - 新瀬戸駅 - 陶生病院 系統 ： 松山町バス停

瀬戸市コミュニティバス「こうはん線」
- イオン瀬戸みずの店 - 東山町 - 陶生病院 系統 ： 瀬戸市立図書館バス停

瀬戸市コミュニティバス「下半田川線」
- 陶生病院 - 中水野駅 - 定光寺公園 - 妻之神 系統

瀬戸市コミュニティバス「曽野線」
- 新瀬戸駅 - 中水野駅 - 曽野 - しなのバスセンター 系統

以上の2路線が走っているが、町内にバス停はない。最寄りのバス停は、陶生病院バス停・北松山町バス停になる。
- 松山町バス停
- 瀬戸市立図書館バス停

### 道路
- 国道155号[8] ： 町の西部を南北に通っている。
- 愛知県道208号上半田川名古屋線 ： 町の北端、上松山町・北松山町との町境を南北に通っている。

- 国道155号標識（東松山町内）
- 愛知県道208号標識（東松山町内）

## 施設
- 瀬戸市立図書館[8] ： 1945年（昭和20年）に旧陶磁器陳列館内に開館し、1970年（昭和45年）に現在地に移転新築[19]。2022年（令和4年）度の蔵書数は345,189冊、総貸出冊数は594,164冊だった[20][注釈 3]。
- 旧・瀬戸市歴史民俗資料館[8] ： 国有形民俗文化財瀬戸の陶磁器の生産用具及び製品を収蔵していた[8][注釈 4]。
- 瀬戸市立水南小学校[8] ： 1936年（昭和11年）に水野第一尋常小学校として開校し、1951年（昭和26年）に現校名になる[22]。2022年5月1日現在の児童数は472人、教員数は32人[23]。
- 瀬戸市立水南保育園[8] ： 1953年（昭和28年）8月に開園し、1968年（昭和43年）5月に現在地に移転[24]。定員130名[25]。障害児保育にも対応[25]。
- 瀬戸市水南公民館 ： 1978年（昭和53年）4月竣工[26]。地域住民のニーズに応える事業の展開を努力目標として運営[27]。
- 東松山公園 ： 町の北部にある公園。ブランコ・すべり台・鉄棒などの遊具のほか、やや広いグラウンドと集会場がある。
- 東松山町Iちびっこ広場 ： 町の北東部にある小さな公園。ブランコ・すべり台・鉄棒がある。
- 東松山町IIちびっこ広場 ： 町の東部にある小さな公園。ベンチがある。

- 瀬戸市立図書館
- 旧・瀬戸市歴史民俗資料館
- 瀬戸市立水南小学校
- 瀬戸市立水南保育園
- 瀬戸市水南公民館
- 東松山公園
- 東松山町Iちびっこ広場
- 東松山町IIちびっこ広場

## その他

### 日本郵便
- 郵便番号 : 489-0069[6]（集配局：瀬戸郵便局[28]）。